# Cachimba
Cachimba és una pel·lícula xilena, en coproducció amb Espanya i l'Argentina, dirigida per Silvio Caiozzi i protagonitzada per Pablo Schwarz, Mariana Loyola, Patricio Contreras i Julio Jung. Està basada en el relat Naturaleza muerta con cachimba, de l'escriptor xilè José Donoso.

## Sinopsi
La vida de Marcos (Pablo Schwartz) transcorre amb calma en el banc on treballa. El seu únic objectiu, en el que està posant totes les seves forces, és aconseguir una relació carnal sense prejudicis ni cohibicions amb la seva xicota Hilda (Mariana Loyola). Per a això ha ideat un pla d'allò més senzill: convidar a la seva estimada a un solitari balneari en ple hivern. No obstant això, una vegada allí descobrirà una cosa que canviarà els plans per complet. Es tracta d'una col·lecció de quadres d'un desconegut pintor xilè que podria tenir algun valor. Marcos sent que té l'obligació de donar a conèixer el seu descobriment al món, però haurà de lluitar contra foscos personatges i contra el vell cuidador dels quadres (Julio Jung), que li descobrirà un secret que canviarà la seva vida per sempre.

## Repartiment
- Pablo Schwarz - Marcos Ruiz
- Mariana Loyola - Hilda
- Julio Jung - Felipe
- Patricio Contreras - Perico Retamal
- Jesús Guzmán Gareta - Don Artemio
- Paulina García - Antoinette Doublé
- Tomás Vidiella - Marcel
- Fernando Farías - Don Jorge
- Mario Montilles - Don Fermín
- Maité Fernández - Esposa de Artemio
- Mónica Carrasco - Secretaria
- Jorge Gajardo - Mozo
- Luz Jiménez - Vecina
- Rodrigo Pérez - Leo
- Paulina Urrutia - Lucy
- Esperanza Silva - Baronesa
- Silvia Novak - Bailarina de Tango
- Mireya Véliz - Donya María

## Nominacions i premis
- Premis Cóndor de Plata de 2006: nominada a millor guió adaptat i a la millor pel·lícula iberoamericana[2]
- Festival de Cinema Llatinoamericà de Biarritz (2005): Premi al millor actor (Julio Jung)[3]
- Festival Internacional de Cinema de Cartagena de Indias (2005): Premi al millor actor (Julio Jung), a la millor actriu (Mariana Loyola) i a la millor fotografia.[4]
- Festival de Cinema Iberoamericà de Huelva (2004): Colón d'Or al millor actor (Julio Jung), a la millor actriu (Mariana Loyola) i a la millor fotografia.[5]
- Premis APES 2005: Millor pel·lícula, director, millor actor (Julio Jung),i millor actriu (Mariana Loyola).[6]